# Куліґув
Куліґув (пол. Kuligów) — село в Польщі, у гміні Домбрувка Воломінського повіту Мазовецького воєводства.
Населення — 475 осіб (2011).
У 1975-1998 роках село належало до Остроленцького воєводства.

## Демографія
Демографічна структура станом на 31 березня 2011 року:
|          | Загалом | Допрацездатний вік | Працездатний вік | Постпрацездатний вік |
| -------- | ------- | ------------------ | ---------------- | -------------------- |
| Чоловіки | 238     | 38                 | 173              | 27                   |
| Жінки    | 237     | 41                 | 146              | 50                   |
| Разом    | 475     | 79                 | 319              | 77                   |